# Sata andagi
Sata andagi (japonsky サーターアンダーギー, sátá andágí), někdy zkráceně andagi je sladký pokrm z těsta podobného tomu, které se používá při výrobě koblih nebo donutů. Pochází z jihu Číny, odkud byl posléze rozšířen do japonské prefektury Okinawa. Populární jsou také na Havaji.
Sata andagi jsou součástí okinawské kuchyně. Stejně jako většina cukrovinek z ostrovů Rjúkjú pochází techniky jejich výroby z kombinace čínských a japonských technik.
V okinawštině je sata andagi spojení několika slov. Saataa znamená „cukr“, zatímco andaagii znamená „v oleji smažený".

## Výroba
Výroba andagi je poměrně jednoduchá. K připravení postačí cukr, mouka a vajíčka. Tyto tři ingredience se smíchají dohromady do tvaru koule a následně se smaží v oleji do doby, než se na povrchu vytvoří zlatavá krusta. Vnitřek koulí by měl zůstat světlý a připomínat strukturu koláče.

## Kultura
Sata andagi je internetový meme, který vznikl okolo roku 2002 na základě anime Azumanga daió, kde postava Ajumu „Ósaka“ Kasuga neustále opakuje frázi „Sata andagi!“